# Dollywood
Koordinaten: 35° 48′ 20″ N, 83° 31′ 44″ W
Dollywood ist ein Themen- und Freizeitpark in der US-amerikanischen Kleinstadt Pigeon Forge im Bundesstaat Tennessee. Der Park wird von Herschend Family Entertainment betrieben. Er wird jährlich von rund drei Millionen Menschen besucht und beschäftigt ca. 4.000 Mitarbeiter (Stand: 2022). Dollywood ist die beliebteste Freizeitattraktion des Staates Tennessee.

## Geschichte

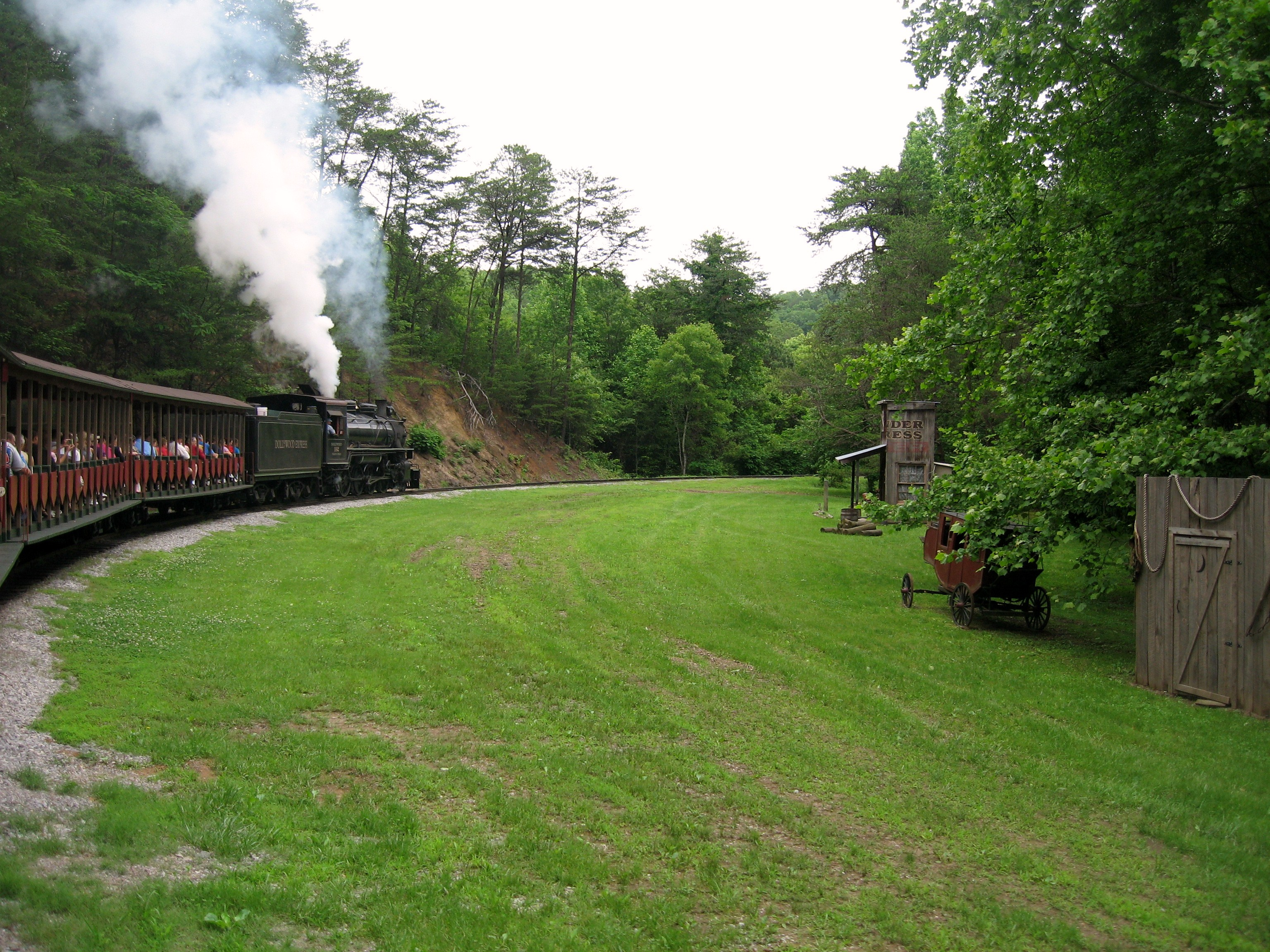
Klondike Kate, eine kohlebetriebene Lokomotive, wurde 1960 aus Alaska nach Tennessee gebracht. Sie ist heute Teil des Dollywood Express.

Im Jahr 1961 wurde die Rebel Railroad eröffnet, eine Attraktion mit einer Dampflok, die eine Fahrt im Stil des Bürgerkriegs bot.  Es war eine einfache Anlage, bei der die Dampflokomotive "Klondike Kate" Passagiere durch eine nachgestellte Schlachtszene fuhr, inklusive Schauspielern, die Überfälle darstellten. Die fünf Meilen lange Zugfahrt versetzte die Besucher in eine nachgestellte Vergangenheit, in der sie das Leben während des Bürgerkriegs hautnah erlebten, mit simulierten Angriffen von Unionisten, Räubern und Ureinwohnern, während konföderierte Verteidiger die Sicherheit des Zuges gewährleisteten – ein Konzept, das vom 100-jährigen Jubiläum des Bürgerkriegs geprägt war. Diese ursprüngliche Idee war stark von der regionalen Geschichte inspiriert, aber auch von finanziellen Einschränkungen geprägt – die Betreiber hatten nur begrenzte Mittel. 1964 wurde die Anlage in Goldrush Junction umbenannt, wobei der Fokus auf ein Wildwest-Thema verlagert wurde, mit einer neuen Kulisse inklusive Saloon und Postkutschenüberfällen. Später, im Jahr 1970, wurde das Gelände von Art Modell, dem damaligen Besitzer der Cleveland Browns, übernommen. Unter Art Modells Leitung wurde Goldrush Junction um einen Wildwasserbahn, ein Freilufttheater und die Robert F. Thomas Church erweitert, die später zu Ehren des Arztes benannt wurde, der Dolly Parton zur Welt brachte.
1976 kaufte die Firma hinter dem Missouri-basierten Freizeitpark Silver Dollar City, die Herschend Entertainment Corporation, das Areal und benannte es in Silver Dollar City Tennessee um. Die Herschend-Familie kaufte nicht nur das bestehende Gelände, sondern auch umliegende Flächen, um den Park zu erweitern und ihn für zukünftiges Wachstum vorzubereiten. Der Park setzte auf traditionelle Handwerkskunst und die Darstellung des Lebens in den Smoky Mountains.
Der entscheidende Wandel kam 1986, als Dolly Parton, die berühmte Country-Sängerin und Tochter der Region, sich als Investorin beteiligte. Sie wollte die Kultur und Geschichte ihrer Heimat, der Smoky Mountains, einem breiteren Publikum zugänglich machen und gleichzeitig die Wirtschaft der Region stärken. Mit ihrer Beteiligung wurde der Park in Dollywood umbenannt. Sie bestand darauf, die Dampflok „Klondike Katie“, die noch aus der Rebel-Railroad-Zeit stammt, zu erhalten – als Hommage an die Geschichte des Parks. Zudem wurden neue Achterbahnen und Attraktionen eingeführt, um den Park familienfreundlicher und wettbewerbsfähiger zu machen. Im ersten Jahr als Dollywood stiegen die Besucherzahlen auf über 1,3 Millionen.
Seitdem hat sich Dollywood zu einem zentralen Bestandteil des Tourismus in Pigeon Forge entwickelt, das sich von einem kleinen Ort zu einem beliebten Reiseziel gewandelt hat. Der Park feiert 2025 sein 40-jähriges Bestehen als Dollywood.

## Attraktionen und Parkaufbau
Dollywood ist in zehn verschiedene Themenbereiche aufgeteilt. Highlights sind etwa die Holzachterbahn Thunderhead von Great Coasters International (2004) sowie die Stahlachterbahn Mystery Mine der deutschen Firma Gerstlauer Amusement Rides (2007). 2014 eröffnete der Park mit dem Fire Chaser Express eine Familienachterbahn mit zwei Abschüssen. Die Bahn ist 740 Meter lang und 24 Meter hoch. Seit 2016 steht die erste Holzachterbahn mit Katapultstart in Dollywood. Sie trägt den Namen Lightning Rod und wurde von Rocky Mountain Construction gebaut.

### Achterbahnen
| Name                | Typ                                             | Hersteller                   | Eröffnungsjahr | Weblinks |
| ------------------- | ----------------------------------------------- | ---------------------------- | -------------- | -------- |
| Big Bear Mountain   | Launched Coaster                                | Vekoma                       | 2023           |          |
| Blazing Fury        | Familienachterbahn, Dark Ride, Dunkelachterbahn | Eigenbau                     | 1978           |          |
| Dragonflier         | Familienachterbahn, Suspended Coaster           | Vekoma                       | 2019           |          |
| FireChaser Express  | Familienachterbahn, Launched Coaster            | Gerstlauer Amusement Rides   | 2014           |          |
| Lightning Rod       | Hybrid Coaster                                  | Rocky Mountain Construction  | 2016           |          |
| Mystery Mine        | Dark Ride, Stahlachterbahn mit Inversionen      | Gerstlauer Amusement Rides   | 2007           |          |
| Tennessee Tornado   | Stahlachterbahn mit Inversionen                 | Arrow Dynamics               | 1999           |          |
| Thunderhead         | Holzachterbahn                                  | Great Coasters International | 2004           |          |
| Whistle Punk Chaser | Familienachterbahn                              | Zamperla                     | 2017           |          |
| Wild Eagle          | Wing Coaster                                    | Bolliger & Mabillard         | 2012           |          |

#### Ehemalige Achterbahnen
| Name            | Typ                             | Hersteller     | Eröffnungsjahr | Schließungsjahr  | Weblinks |
| --------------- | ------------------------------- | -------------- | -------------- | ---------------- | -------- |
| Scamper         | Wilde Maus, Holzachterbahn      | unbekannt      | 1970           | 1972 oder später |          |
| Sideshow Spin   | Familienachterbahn              | L&T Systems    | 2005           | 2016             |          |
| Thunder Express | Minenachterbahn, Hybrid Coaster | Arrow Dynamics | 1989           | 1998             |          |

## Auszeichnungen
- 2010 erhielt der Park den Applause Award, die alle zwei Jahre vergebene Auszeichnung für den besten Park der Welt.

- Bei den Golden Ticket Awards wurde Dollywood mehrfach in verschiedenen Kategorien ausgezeichnet, 2012 zum Beispiel als Friendliest Park und Wild Eagle als Best New Ride.[7]
- Im Jahre 2023 löste Dollywood bei den Golden Ticket Awards den Europa-Park als Best Amusement Park ab,[8] nachdem dieser diesen Titel 8 Jahre lang hielt.